# Lycianthes columbiana
Lycianthes columbiana är en potatisväxtart som beskrevs av Friedrich August Georg Bitter. Lycianthes columbiana ingår i Himmelsögonsläktet som ingår i familjen potatisväxter. Inga underarter finns listade i Catalogue of Life.